# Roland Schär
Pour les articles homonymes, voir Schär.
 (janvier 2015).
Roland Schär est un artiste d'origine suisse installé à Paris. Né en 1959 à Zurich (Suisse), il a commencé des études d'histoire de l'art à Zurich, et a ensuite été étudiant aux Beaux-Arts de Toulouse. Depuis 1991, il a montré son travail (peintures, dessins, vidéo, installations) dans différents centres d'art et galeries en Europe, en Asie et aux États-Unis.

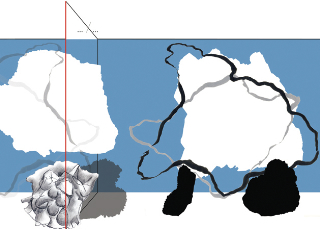
Dessins, Série Cabinet de curiosités, 21x30cm, 2009

## Principales expositions personnelles
2009  Cabinet de réflexion, Château de la Roche-Guyon ; publication d'un livre de dessins, avec un texte de Christine Buci-Glucksmann, Editions de l'Amandier
2008 / 2009 Galerie Artstation, Zurich - avec Margrit Schärli
2007 "hinterGründe & vorWände" - galerieXprssns, Hambourg, Allemagne
2006 "phases" - T'shop Laï Gallery, Vientiane, Laos (presse: Sayo magazine / Vientiane Times / le Rénovateur / Sayo magazine août 06 )
2005 "fragments & phases" - Bangkok University Gallery (BUG), en collaboration avec l'Alliance Française de Bangkok 
"phases & fragments" - Manille, Philippines - Alliance Total Gallery (Alliance Française)
2003 Astrium, Toulouse (France); catalogue
2002 Galerie Georges-Michel Kahn, Strasbourg (presse: Libération / DNA) 
- Alliance Française, Bangalore, Inde (presse indienne)
- Hermitage Gallery, Bombay, Inde
- Mill owners' building, Ahmedabad, Inde >> dossier India 2002

2000 "élaboratoire", Espace huit novembre, Paris ; publication cd-rom
- "espaces d'absences, espèces de présences", Galerie Edouard Manet, Gennevilliers (f); publication cd-rom
- "roland schär c/o deux pièces-cuisine", deux pièces-cuisine, Paris

1998 "hypothèses", Le Parvis - centre d'art contemporain, Ibos/Tarbes ; catalogue, texte Jean-Marc Huitorel Passerelle - centre d'art contemporain, Brest ; catalogue, avec le soutien de Pro Helvetia
1997 "éloge de l'autopsie", École des Beaux-Arts, Lleida (Espagne); catalogue, texte Philippe Piguet
1995 "handle with care", Scène nationale, Albi ; catalogue, texte Didier Arnaudet
1994 "vanités", ENAC, Centre Léonard de Vinci, Toulouse ; catalogue, texte Jackie-Ruth Meyer 
Martha Stevns Gallery, Fressingfield (Royaume-Uni)
1991 Espace d'art contemporain Cimaise&portique - centre d'art Le Lait, Albi 

## Principales expositions de groupe / collaborations
2008 "une collection de livres d'artistes" - commissaire: Corinne Laroche - librairie Zadig, Berlin
2005 "au jour (bandar et bertalis)" : collaboration avec l'auteur, cinéaste et peintre Joël Brisse, pour la mise en page de ses textes, publiés en livraisons hebdomadaires à partir du 11 novembre 2005, par La Pellicule Ensorcelée
- "La maison des ailleurs hors les murs" - présentation des installations vidéos et sonores de la Maison Arthur Rimbaud à Bangkok, dans le cadre de "La fête 2005 à Bangkok", Rajata art house (presse)

2004 Collaboration à la scénographie du spectacle "Les crabes ou les hôtes et les hôtes" de Roland Dubillard, mis en scène par Caterina Gozzi, créé au Théâtre du Rond-Point, Paris
Collaboration à la scénographie du spectacle "Labo lubbe" de Yves Pagès, mis en scène par François Wastiaux, création au théâtre des Treize Vents, centre dramatique national de Montpellier (presse: les Inrockuptibles)
La Maison des ailleurs: travail vidéo pour l'aménagement de La maison Rimbaud à Charleville-Mézières, avec Est-ce une bonne nouvelle (commande publique dans le cadre de l'année Rimbaud)(presse: Le Monde / Urbanisme / Libération)
2003 projections vidéo à Le Lieu Unique, Nantes, dans le cadre de "Le livre et l'art" (avec Est-ce une bonne nouvelle)
2002 Projections vidéo à l'Institut français d'architecture, dans le cadre des Thés vidéo
Galerie Star67, New-York, dans le cadre d'un échange entre galeries parisiennes et new-yorkaises soutenu par l'AFAA (presse: Beaux-Arts Magazine)
2001 "dessins", ambassade de Suisse, Paris (presse: revue Schweizer kunst - art suisse)
travail vidéo pour le spectacle "La petite planète", d'après Espèces d'espaces de Georges Perec, mis en scène par Sophie Loucachevsky, Forum des images, Paris
"Merci Bernard", galerie municipale Edouard Manet, Gennevilliers  ; catalogue
Travail vidéo pour la performance de Walter Siegfried, dans le cadre du colloque "Chance and Destiny in the Arts - artists' confrontation with genetic technology", Kloster Seeon, Bavière (d)
2000 "24 pauses", exposition avec Sabine Massenet, galerie eof, Paris
"lire objet", galerie Suisse, Strasbourg
"4 × 2", galerie municipale Edouard Manet, Gennevilliers ; catalogue
1999 "à corps perdu", Cimaise&portique - centre d'art Le Lait, Albi et Toulouse ; catalogue
- "langsamer arbeiten", standort: ausstellungshalle, Frankfort (Allemagne)

- "mauvaises herbes poussent", espace huit novembre, Paris

- "paysages intérieurs", bexArts, Bex (Suisse); catalogue, texte Clémence de Biéville

- "fin de siècle", ambassade de Suisse à Paris, catalogue

1998 "reisesyndrom", palais Besenval - centre d'art contemporain, [Soleure] (Suisse) 
site reisesyndrom
1997  "die fünfte himmelsrichtung", Kunstmuseum Singen (Allemagne); catalogue, ; avec le soutien de Pro Helvetia
1996 Saga, Paris 
1993 Saga, Paris 

## Bourses
1996 Fiacre, aide à la création
1999 aide au projet, ville de Paris, département des arts plastiques

## Résidences d'artistes
1997 Kunstmuseum Singen (Allemagne)
1998 Centre d'art Passerelle, Brest 
2005 résidence d'artiste à cité Siam (Alliance française), Bangkok, juin/juillet

## Enseignement /Conférences/ Performances
Enseignant à l'École Nationale Supérieure des Arts Décoratifs (ENSAD), Paris (depuis 2007) 
Norwich school of art, Norwich, Angleterre
National Institut of Design (nid), Ahmedabad, Inde
Empire Institut of Design, Bombay, Inde
Alliance Française, Bangalore, Inde
Musée Raymond Lafarge, Ile sur Tarn
Centre d’art contemporain, Castres

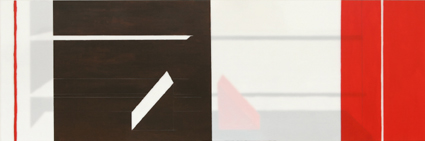
Sans titre, peinture acrylique sur plexiglass, 2009

Centre d’art contemporain le Parvis, Ibos/Tarbes
Espace des arts, Colomiers
IUFM Melun 
Bangkok University, Thaïlande